# Atarba (Atarba) cincticornis
Atarba (Atarba) cincticornis is een tweevleugelige uit de familie steltmuggen (Limoniidae). De soort komt voor in het Neotropisch gebied.